# Czernina (województwo dolnośląskie)

Historyczny herb Czerniny

Czernina (niem.Tschirnau, w latach 1937–1945 przemianowana na Lesten) – wieś w Polsce położona w województwie dolnośląskim, w powiecie górowskim, w gminie Góra. Dawniej samodzielne miasto. W latach 1975–1998 miejscowość administracyjnie należała do województwa leszczyńskiego.

## Toponimia
Nazwę wsi (miasta) Czernina wywodzi się od tutejszych czarnych ziem lub czerni głębi otaczającego ją lasu. Po raz pierwszy nazwę Czirmin wymieniono w roku 1284. W księdze łacińskiej Liber fundationis episcopatus Vratislaviensis (pol. Księga uposażeń biskupstwa wrocławskiego) spisanej za czasów biskupa Henryka z Wierzbna w latach 1295–1305 miejscowość wymieniona jest w zlatynizownej staropolskiej formie Czirnina, w 1308 Schyrnino, w 1321 Czyrna, w 1335 Czernina, a w 1370 Chirna.
Polską nazwę w formie Cierń w książce „Krótki rys jeografii Szląska dla nauki początkowej” wydanej w Głogówku w 1847 wymienił śląski pisarz Józef Lompa.

## Historia

### Wieś (1284-1584)
Pierwszy raz istnienie wsi podane jest w zapisie z roku 1284, natomiast w roku 1305 odnotowano, że we wsi mieszkał pleban. W kolegiacie głogowskiej znajduje się zapis z 1308 poświadczający pobranie dziesięciny, oznacza to, że Czernina była wsią kościelną. Zapis w 1335 mówi o istnieniu kościoła, a w 1376 potwierdzono, że we wsi znajduje się siedziba parafii. W drugiej połowie XIV stała się wsią szlachecką, jej właścicielem był zamożny starosta wschowski Jan z Czerniny, założyciel m.in. Rydzyny. Był posiadaczem rozległych włości, pod koniec życia był kasztelanem międzyrzeckim. Zmarł w 1423, a właścicielem wsi został jego syn Jan (Jocusch von de Czirne), w 1430 sprzedał on wieś Magnusowi von Label. W 1496 czerniński kościół pw. św. Wawrzyńca otrzymał z rąk papieża Aleksandra VI przywilej urządzania odpustu. U schyłku XV wieś przeszła w posiadanie von Dohnów, jako jej właściciela podawano w 1492 Henryka VI, na następnie jego wnuka Henryka VII, który w 1538 sprzedał ją właścicielom Mojęcic, braciom von Stosch.
Henryk VII von Dohna otrzymał 3 maja 1515 od króla Władysława Jagiellończyka przywilej lokacyjny dla miasta, potwierdzenie lokacji otrzymali dwadzieścia pięć lat później bracia Aleksander i Baltazar I von Dohna. Około 1551 Baltazar I zmienił wiarę, został protestantem. Po śmierci w 1561 Baltazara I i w 1567 bezdzietnego Aleksandra całość majątku otrzymali trzej synowie Baltazara Dawid, Władysław i Baltazar II. Dawid otrzymał spłatę, Władysław Czerninę Dolną a Baltazar II Czerninę Górną. W 1568 sprowadził się do Czerniny pierwszy pastor, był nim Eliss Eichhorn.

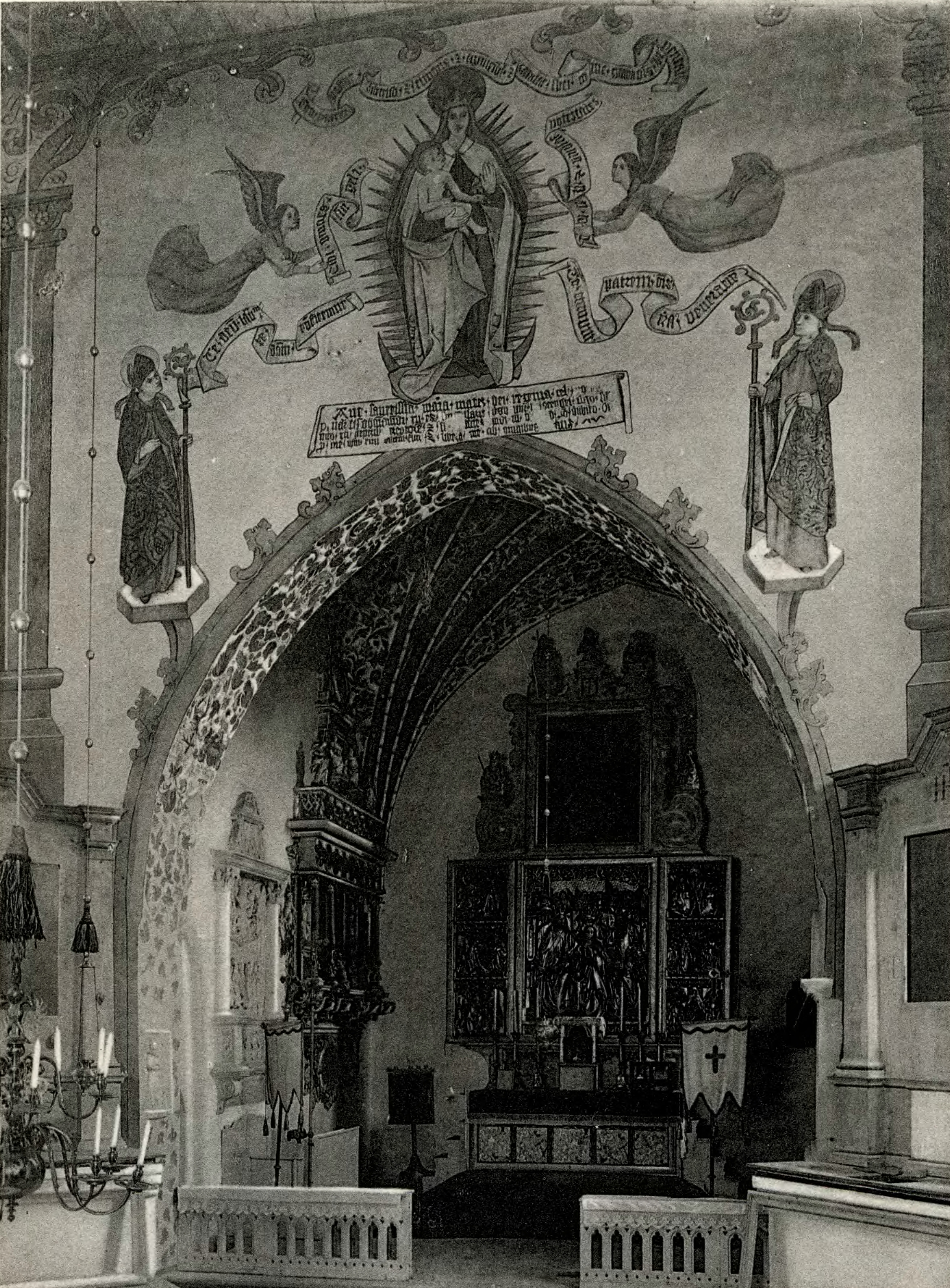
Wnętrze kościoła pw. św. Wawrzyńca (1912)

### Miasto (1584-1945)
Władysław zmarł w 1582 i jego majątek przeszedł na brata, który folwark przebudował na swoją siedzibę. Dwa lata po przejęciu całości majątku, w 1584 erygował miasto i w ciągu czternastu lat doprowadził do powstania zabudowy typowej dla ówczesnych miast, a całość otoczył murami. W 1600 miasto otaczała fosa, a w murach istniały trzy bramy – Rydzyńska (Polska), Górowska i Dolnoczernińska, w tym czasie w mieście działał senat i trybunał sądowy. U schyłku XVI miastem rządziła rada miejska, z burmistrzem Zygmuntem Pełczem na czele, działały cechy rzemieślnicze – kuśnierski, tkacki, sukienniczy, piekarski i rzeźniczy. W 1595 zmarł Baltazar II, jego majątek został podzielony pomiędzy trzech synów Melchiora, Kaspra i Baltazara III. Po 1610 poza murami miejskimi powstał cmentarz ewangelicki i wybudowano na nim kaplicę. Podczas wojny trzydziestoletniej miasto odniosło dotkliwe straty, w 1626 podczas ataku wojsk duńskich miał miejsce rabunek plonów i trzody, kilka miesięcy później mieszczanie odparli atak wojsk podlegających cesarzowi. Umierający w 1627 Kasper von Stosch przekazał majątek synom, Dawidowi i Aleksandrowi. W 1628 Czernina opłaciła kontrybucję wynoszącą 3800 guldenów dragonom Lichtensteina, a w 1634 miasto splądrowały maszerujące wojska szwedzkie. O totalnym zubożeniu miasta świadczyła sytuacja z 1640, kiedy to Szwedzi wychłostali trzydziestu mieszczan, bo Czerniny nie było stać na opłacenie kontrybucji. Aby uniknąć podobnych zdarzeń mieszczanie opłacili oddział Szwedów, niestety na miasto spadła epidemia czarnej ospy, a następnie zaraza bydła. W 1653 z powodu malejącej liczby wiernych został zamknięty kościół ewangelicki, a 28 stycznia 1654 został zwrócony wyznawcom obrządku rzymskokatolickiego. Po śmierci Dawida von Stoscha w 1642 jedynym właścicielem Czerniny został Aleksander, który umierając w 1657 przekazał ją wraz z całym majątkiem synowi Jerzemu Abrahamowi. Zmarł on bezdzietnie, majątek przeszedł na jego siostrę Jadwigę Helenę von Schweinitz. W 1686 papież Innocenty XI przywrócił parafii siedmioletni odpust zupełny. W 1713 zmarła Jadwiga Helena i Czernina znalazła się w posiadaniu braci von Lestwitz. Byli to Adam Melchior, Karol Rudolf i Jerzy Abraham, który przebudował zamek i towarzyszącą mu zabudowę dworską. Prawdopodobnie wówczas nazwę miasta zmieniono na Lesten. W 1742 wybudował kościół ewangelicki, 17 lutego 1743 miało miejsce poświęcenie świątyni. Podczas wojny siedmioletniej (wojny śląskie) miasto niszczyły nacierające w 1758 wojska rosyjskie, przez kolejne trzy lata kolejne przemarsze wojsk pogłębiły ruinę i zubożenie ludności. W 1803 umierający Karol Rudolf uposażył ufundowany przez siebie zakład dla szlachetnie urodzonych dziewcząt dobrami czernińskimi, otwarcie sierocińca miało miejsce w 1815. Krótkotrwały okres odbudowy i stabilizacji skończył się w 1806, gdy wybuchła kampania antynapoleońska. Miasto ponownie zostało częściowo zniszczone i obrabowane. W XIX wieku rozebrano mury miejskie i ostatecznie zasypano fosę. Po I wojnie światowej stało się małym miastem, które z powodu blisko przebiegającej granicy polsko-niemieckiej zupełnie przestało się rozwijać.
W 1810 roku w Czernine urodził się śląski pisarz religijny oraz polski pastor ewangelicki i folklorysta Robert Fiedler.

### Po 1945
25 stycznia 1945 do miasta wkroczyły wojska radzieckie, które doprowadziły do ogromnych zniszczeń zabudowy i infrastruktury. Dużemu uszkodzeniu uległ szachulcowy kościół ewangelicki (rozebrany po 1960) i pałac. Skutkiem tak dużych zniszczeń była utrata praw miejskich. Od 1945 Czernina została siedzibą władz gminnych, 28 czerwca 1946 znalazła się w województwie wrocławskim. 29 września 1954 gminę przekształcono w gromadzką radę narodową, ale charakter gminy przywrócono z dniem 1 stycznia 1973. W związku z reformą administracyjną gmina Czernina przestała istnieć 15 stycznia 1976. Wieś została przyłączona do gminy Góra. W latach 1975–1998 miejscowość administracyjnie należała do województwa leszczyńskiego.

## Demografia
Prawdopodobnie położenie Czerniny z daleka od głównych szlaków komunikacyjnych sprawiło, że mimo licznych przywilejów (jarmark solny, targi koński i bydła) miejscowość ta nigdy nie osiągnęła 1000 mieszkańców.
- 1757 – 922 mieszkańców
- 1819 – 963
- 1871 – 750
- 1905 – 686
- 1925 – 672[12]
- 1933 – 749
- 1939 – 840
- 1961 – 800
- 2009 – 807
- 2011 – 816

## Zabytki

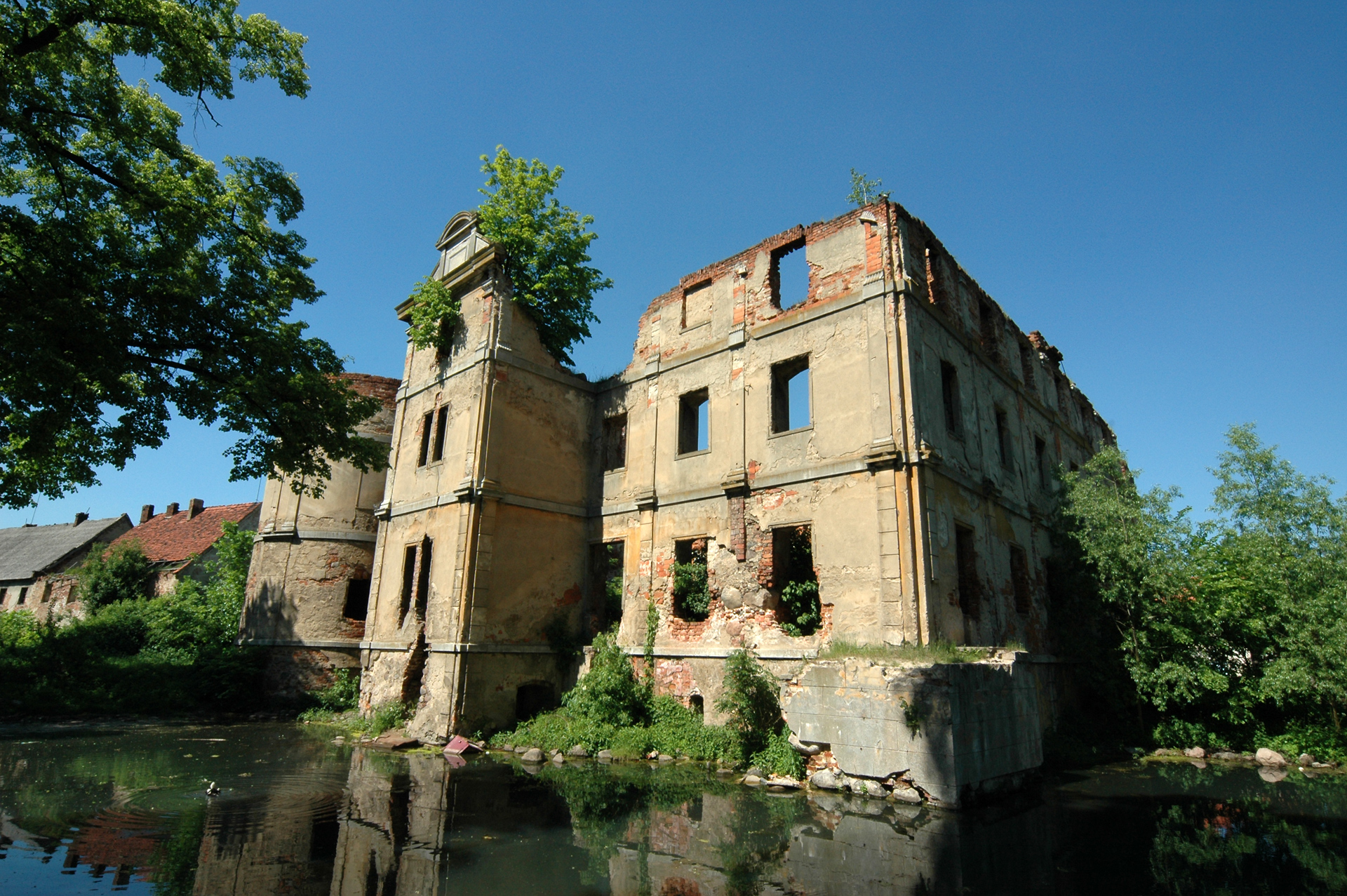
Ruiny pałacu (stan w 2005 r.)

Do wojewódzkiego rejestru zabytków wpisane są obiekty:
- ośrodek historyczny miasta;
- Pałac w Czerninie z XVII w., przebudowany w drugiej poł. XVIII w. Budowla pałacowa powstała poprzez rozbudowę murów późnorenesansowego zamku obronnego, obiekt zrujnowany w II poł. XX w. W otoczeniu znajdują się pozostałości fosy i wałów.
- kościół par. pw. św. Wawrzyńca. Powstał w XV w., był przebudowywany drugiej poł. XVI i XIX w. Jest budowlą murowaną z cegły, posiada jedną nawę i kwadratową wieżę wspartą skarpami. Nad drzwiami wejściowymi znajduje się kartusz herbowy, a na zewnętrznych ścianach płyty nagrobne. Prezbiterium posiada sklepienie typu gwiaździstego, w ołtarzu tryptyk późnogotycki z I poł. XVI w. ze scenami z życia Matki Boskiej. Na wewnętrznych ścianach liczne epitafia i płyty nagrobne z XVI i początku XVII w., m.in. Jana z Czerniny, Baltazara I Stoscha (zm. 1561), Losława Stoscha (zm. 1583) oraz nagrobek Kaspra Stoscha (zm. 1630) z piaskowca[14];
- ratusz w Rynku. Pierwotny budynek powstał pod koniec XVI w., po pożarze został odbudowany na początku XIX w., przebudowany w 1888 w stylu klasycystycznym. Posiada trzy kondygnacje nakryte łamanym dachem, nad wejściem wsparty na dwóch kolumnach przyczółek. Obok ratusza pomnikowy dąb, obw. pnia w pierśnicy 375 cm.
- szkoła podstawowa z terenem rekreacyjno-sportowym, z 1912 r.
- dom o charakterze zajazdu, ul. Rydzyńska 1, z pierwszej ćw. XIX w.

Ponadto obok kościoła parafialnego znajduje się zbudowana pod koniec XIX wieku wieża, która została dobudowana do nieistniejącego od lat 60. XX wieku szachulcowego kościoła ewangelickiego. Wieża po zakończonym remoncie, w dniu 28 stycznia 2020 roku została udostępniona dla zwiedzających.
Obok ruin pałacu zrujnowana zabudowa dawnej gorzelni z XIX w. Do lat 80. XX wieku w Czerninie znajdował się wiatrak koźlak z końca XVIII stulecia.Wieża po remoncie, została udostępniona dla zwiedzających.

## Transport
Przez Czerninę przebiega droga powiatowa łącząca Kłodę (Droga krajowa nr. 5) z Górą, jest to szlak o znaczeniu ponadlokalnym. Najbliższe drogi wojewódzkie przebiegają 8 km od wsi DW 324 (Kłoda Górowska) i 9 km od wsi DW 323 (Chróścina). Najbliższą stacją kolejową jest Kaczkowo położone 7 km na wschód. Do siedziby gminy i powiatu w Górze jest 10 km na południowy zachód.